# Jack White (productor)
Jack White (Budapest, 2 de marzo de 1897-Los Ángeles, 10 de abril de 1984) fue un productor, guionista y director cinematográfico estadounidense de origen húngaro. Empezó su carrera a finales de los años 1910, prolongándola hasta inicios de los 60. White produjo un total superior a los 300 filmes, dirigiendo y escribiendo el guion de más de 60 de ellos. Algunas de sus comedias sonoras fueron dirigidas con el seudónimo "Preston Black."

## Inicios
Su verdadero nombre era Jacob Weiss, y nació en Budapest, Hungría, en aquel momento parte del Imperio austrohúngaro. Emigró a los Estados Unidos en 1905, yendo a vivir con su familia a Hollywood, California. Jack y sus tres hermanos, Jules, Sam y Ben cabalgaron como extras en escenas de westerns rodadas en exteriores. Así empezó la carrera cinematográfica de los tres hermanos, que acabaron siendo directores y productores. Ben White trabajó como cameraman.

### Carrera
Siendo todavía un adolescente, Jack White fue productor de Educational Pictures, rodando cortos cómicos muy populares de Lloyd Hamilton, Lupino Lane, Lige Conley, y Al St. John. 
En 1926 White produjo un corto para Educational Pictures, The Radio Bug, dirigido por Stephen Roberts tanto en versión muda como en versión en Phonofilm. También en 1926, Jack White contrató a uno de sus hermanos, Jules White, para que trabajara como montador. En los años 1930, Jules había eclipsado a Jack como productor de cortos cómicos, principalmente protagonizados por Los tres chiflados. En 1935 Jules contrató a Jack como guionista y director, siendo su primer film con Los tres chiflados Ants in the Pantry. Trabajó para el departamento de cortos de Columbia hasta el año 1937. Volvió a la compañía durante un breve tiempo a principios de la siguiente década, antes de cumplir con obligaciones militares. Finalmente, volvió a Columbia en 1951. 
En la década de 1950, los mayores costes de producción obligaron a Columbia a economizar y reutilizar secuencias de viejas películas. Jules White encargó a su hermano Jack que escribiera nuevos guiones que incluyeran de manera plausible escenas de otras películas. El mayor reto de Jack fue probablemente el corto Scheming Schemers (1956), para el cual no solo tuvo que insertar viejas escenas de tres cortos anteriores de Los Tres chiflados, sino que tuvo escribir sobre la ausencia de Shemp Howard, que había fallecido en 1955. La creatividad de Jack camufló el parche y, según el director de Columbia Edward Bernds, ni el público ni los exhibidores notaron las antiguas escenas en las nuevas comedias. White siguió trabajando para Columbia hasta el cierre de la unidad de cortos el 20 de diciembre de 1957.

### Vida personal
Jack White se casó con la actriz de cine mudo Pauline Starke en 1927; el matrimonio fue infeliz, y ellos se divorciaron a mediados de los años treinta. Los abogados de Starke presionaron a White, que adoptó el seudónimo "Preston Black" para evitar futuras problemas.
Jack White falleció en 1984 en North Hollywood, Los Ángeles, California. Fue enterrado en el Cementerio Mount Sinai Memorial Park, en Los Ángeles.

## Selección de su filmografía

### Productor
- A Fresh Start, de Jack White (1920)
- Poppin' the Cork, de Jack White (1933)
- North of Zero, de Jack White (1934)

### Director
- Hungry Lions in a Hospital (1918)
- Roaring Lions and Wedding Bells, codirigida con William Campbell (1917)
- Damaged, No Goods (1917)
- A Waiter's Wasted Life, codirigida con William Watson (1918)
- Mongrels (1918)
- The Son of a Hun (1918)
- His Musical Sneeze (1919)
- A Fresh Start (1920)
- Poppin' the Cork (1933)
- North of Zero (1934)

### Guionista
- Roaring Lions and Wedding Bells, de William Campbell y Jack White (1917)

### Actor
- Fatty Joins the Force, de George Nichols (1913)